# جامعة ساو باولو
جامعـة ساو باولو (USP) جامعة حكومية فيدرالية تعتبر من أهم الجامعات للتعليم العالي، البحوث والتجارب في كافة مجالات المعرفة. تعتبر من أكبر الجامعات الحكومية في البرازيل وثالث أكبر جامعة في كل أمريكا الاتينية، سادس أكبر جامعة في البرازيل من حيث عدد الطلاب، وتحتل المرتبة الأولى كأفضل جامعة في أمريكا اللاتينية والمرتبة الرابعة والتسعون من بين كل جامعات العالم. وتُدَار من قبل حكومة ولاية سان باولو.
تتوزع الجامعة إلى 8 حقول (Campi) في العاصمة ساو بالو المبنى الرئيسي، باورو، لورينا، بيراسيكابا، بيراسونونغا، ريبيراو بريتو، وحقلين في ساو كارلوس.
شعار الجامعة هو Scientia Vince باللغة اللاتينية ويعني بالعربية: "بالعلم ستنتصر"
بين الجامعات الحكومية، هي التي توفر أكبر عدد من المقاعد الدراسية في الدراسات الجامعية والعليا في البرازيل، ومسؤولة أيضا عن تخريج أكبر عدد من الأساتذة والحاصلين على إجازة الدكتورة في العالم، وتمثل نصف مجموع الإنتاج العلمي لولاية سان باولو وأكثر من 25 ٪ من البرازيل.

## الجامعة بالأرقام
- 187 طالب مسجل عام 2009
- 361 طالب في البكالوريوس
- 433 طالب في الدراسات العليا
- 165 من الطلاب الدرسات العليا يقدمون للماجستير
- 278 من الطلاب الدرسات العليا يقدمون للدكتوراه
- ,48% (46.090) من الطلاب ذكور و46,52% (40.097)إناث
- 434 أستاذ (4.469 منهم يعمل فقط في التدريس بجامعة سان باولو)
- 221 موظف

## المكتبات
يتواجد بجامعة ساو باولو 42 مكتبة يتوزعون في مختلف وحدات التعليم. معا فإنها تشكل مجموعات المكتبة الرئيسية في البرازيل، مع ما يقرب من 7,052,084 كتاب والطروحات الجامعية ومجلات.

## التخصصات
جامعة ساو باولو تقدم حاليًا 229 تخصص في البكالوريوس وهم يتوزعون ضمن أقسام عديدة داخل كل كلية.
- كلية الفن والعلوم
- كلية الاتصالات وفن
- كلية التمريض
- كلية الهندسة الميكانيكية - لورينا
- كلية الهندسة - سان كارلوس
- كليات مهنية
- كلية الزراعة
- كلية الهندسة المعمارية
- كلية الصيدلة
- كلية الصيدلة - ريبيرون بريتو
- كلية الحقوق
- كلية الاقتصاد والمحاسبة
- كلية الاقتصاد والمحاسبة - ريبيرو بريتو
- كلية التعليم
- كلية الفلسفة، اللغات وعلوم الإنسان
- كلية الطب
- كلية الطب البيطري
- كلية الطب ريبيرون بريتو
- كلية طب الأسنان
- كلية طب الأسنان - باورو
- كلية الصحة العامة
- كلية هندسة الأغذية
- كلية دراسة المحيط
- كلية علم الفلك ودراسة الغطاء الجوي
- كلية الأحياء
- كلية المختبرات والتحليلات
- كلية علوم الحساب والحاسوب
- كلية الفيزياء
- كلية الفزياء - ساو كارلوس
- كلية علوم الأرض
- كلية الحساب والإحصائيات
- كلية علم النفس
- كلية الكمياء
- كلية الكيماء - ساو كارلوس
- كلية العلاقات العالمية والقانون الدولي
- كلية الفن التشكيلي وغيرة.
- كلية التربية الرياضية

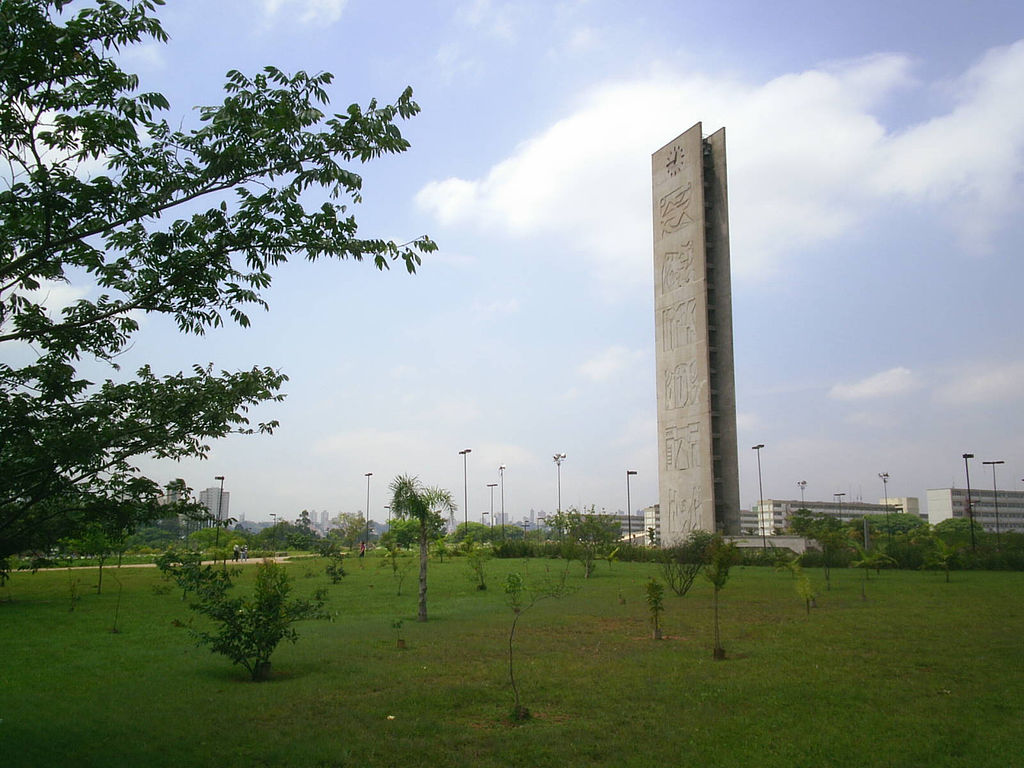
المبنى الرثيسي سان باولو
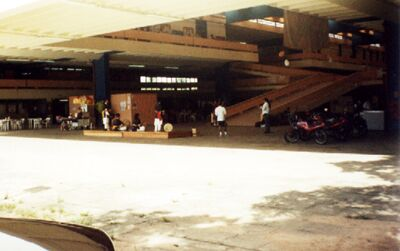
كلية الفلسفة، علوم واللغات
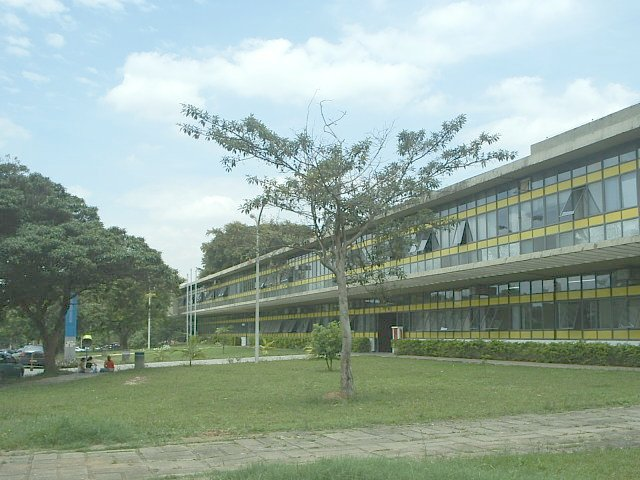
كلية طب الأسنان - سان باولو

## وصلات خارجية
- Universidade de São Paulo (الصفحة الرئيسية)
- صفحة الجامعة للعامة